# Leisele
Leisele is een dorp in de Belgische provincie West-Vlaanderen, vlak bij de Franse grens. Sinds 1977 is het een deelgemeente van Alveringem.
Inwoners van Leisele noemen zichzelf ook wel de ''Leisele Gang''

## Geschiedenis
Leisele is afkomstig uit het Germaans, en betekent lindo = linde en sali = uit één ruimte bestaande woning. Het werd in 1114 voor het eerst vermeld als Lincelam als een zelfstandige parochie. Het patronaatsrecht van de Sint-Martinusparochie was in handen van de abdij van Étrun.
Een kasteel (Den Burg van Leisele) lag ten zuiden van de huidige kerk. Dit kasteel werd uiteindelijk gesloopt en er vlak bij werd een nieuw herenhuis opgericht, dat in 1765 als maison de plaisance (speelhuis) werd benoemd. Later kwam hier de hoeve Blauwhuis te staan.
Hoewel er in de 19e eeuw drie brouwerijen en een touwslagerij werden aangetroffen, bleef Leisele een agrarisch grensdorp.
In 1971 werden de gemeenten Gijverinkhove en Izenberge bij een eerste fusie deelgemeenten van Leisele dat op zijn beurt in 1977 een deelgemeente werd van de fusiegemeente Alveringem.
In 2023 werd ook de term "Leiselegezicht" ontwikkeld. Deze benoeming wordt gebruikt wanneer een darter een cruciale dubbel mist en vervolgens een vreemd gezicht trekt.

## Demografische ontwikkeling
- Bronnen:NIS, Opm:1831 tot en met 1970=volkstellingen; 1976 = inwoneraantal op 31 december
- 1970: Aanhechting van Gijverinkhove en Izenberge in 1971

## Bezienswaardigheden
- De dorpskern is sinds 1996 een beschermd dorpsgezicht.
- De Sint-Martinuskerk is een laatgotische hallenkerk van omstreeks 1500. De kerk werd in 1583 door een brand geteisterd, maar in 1609 heropgebouwd. Ook in 1908 brandde de kerk; in 1909-1910 werd zij hersteld. De kerk is een beschermd monument sinds 1939.[1]
- De pastorie die in de onmiddellijke omgeving van de kerk staat dateert van omstreeks 1770.
- 't Hof van Inghels is het woongedeelte van een oude hoeve die aanvankelijk omgeven was door een achtvormige walgracht waarvan er nog een stuk bewaard is gebleven. De oudste vleugel van het gebouw dateert uit het tweede kwart van de 16de eeuw. De puntgevel is laatgotisch en is gedecoreerd met metseltekens in rode bakstenen en in groen geglazuurde bakstenen. De langsgevels zijn opgetrokken in vakwerkbouw met opvulling in baksteen. Deze opvulling vertoont een variatie aan gemetselde motieven. Binnen, in de beste kamer zijn er twee balksleutels versierd met vroegrenaissance figuren. Haaks op het oudste gedeelte van het gebouw staat een tweede vleugel die dateert uit de 17de eeuw. Het gebouw is sinds 1985 een beschermd monument. Het geheel werd rond 1993 gerestaureerd.
- Wat verderop, aan de rand van het dorp staat de Stalijzermolen, een houten staakmolen uit 1804.
- Op het kerkhof ligt het graf van Robert Robinson, een Britse soldaat die sneuvelde in de Tweede Wereldoorlog.[2]
- Een aantal historische boerderijen.

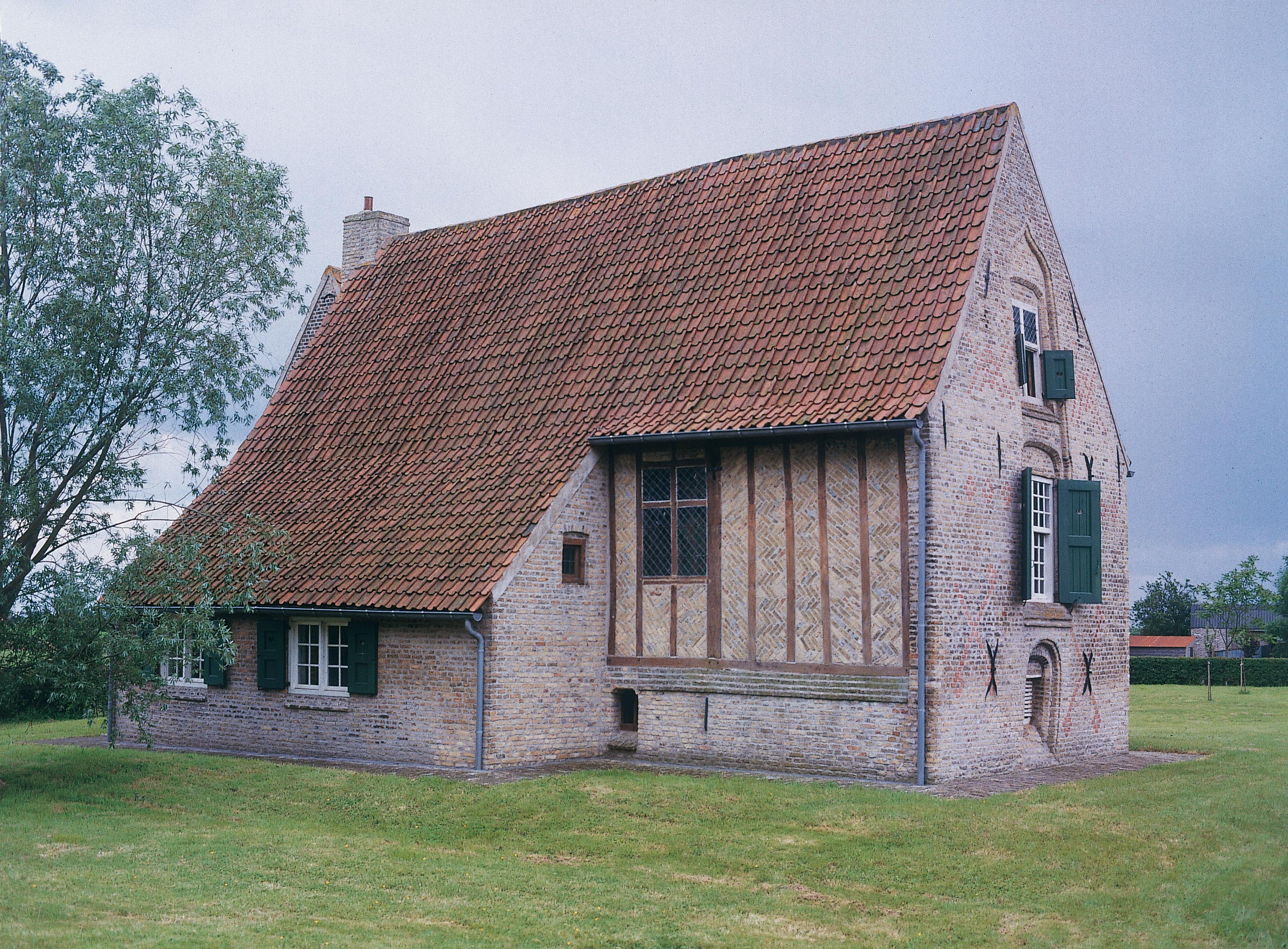
't Hof van Inghels gezien vanuit het westen
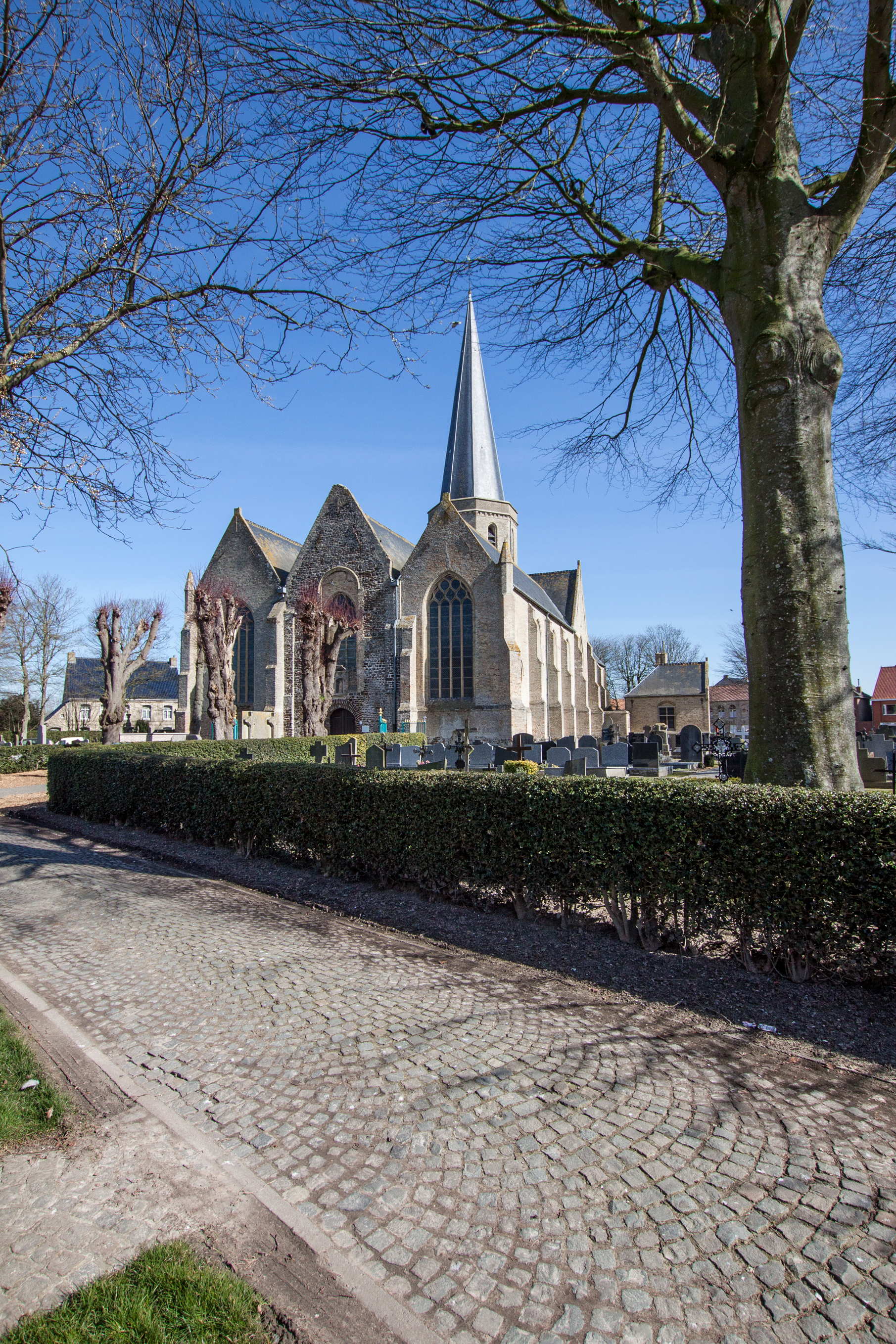
De Sint-Martinuskerk met kerkhof
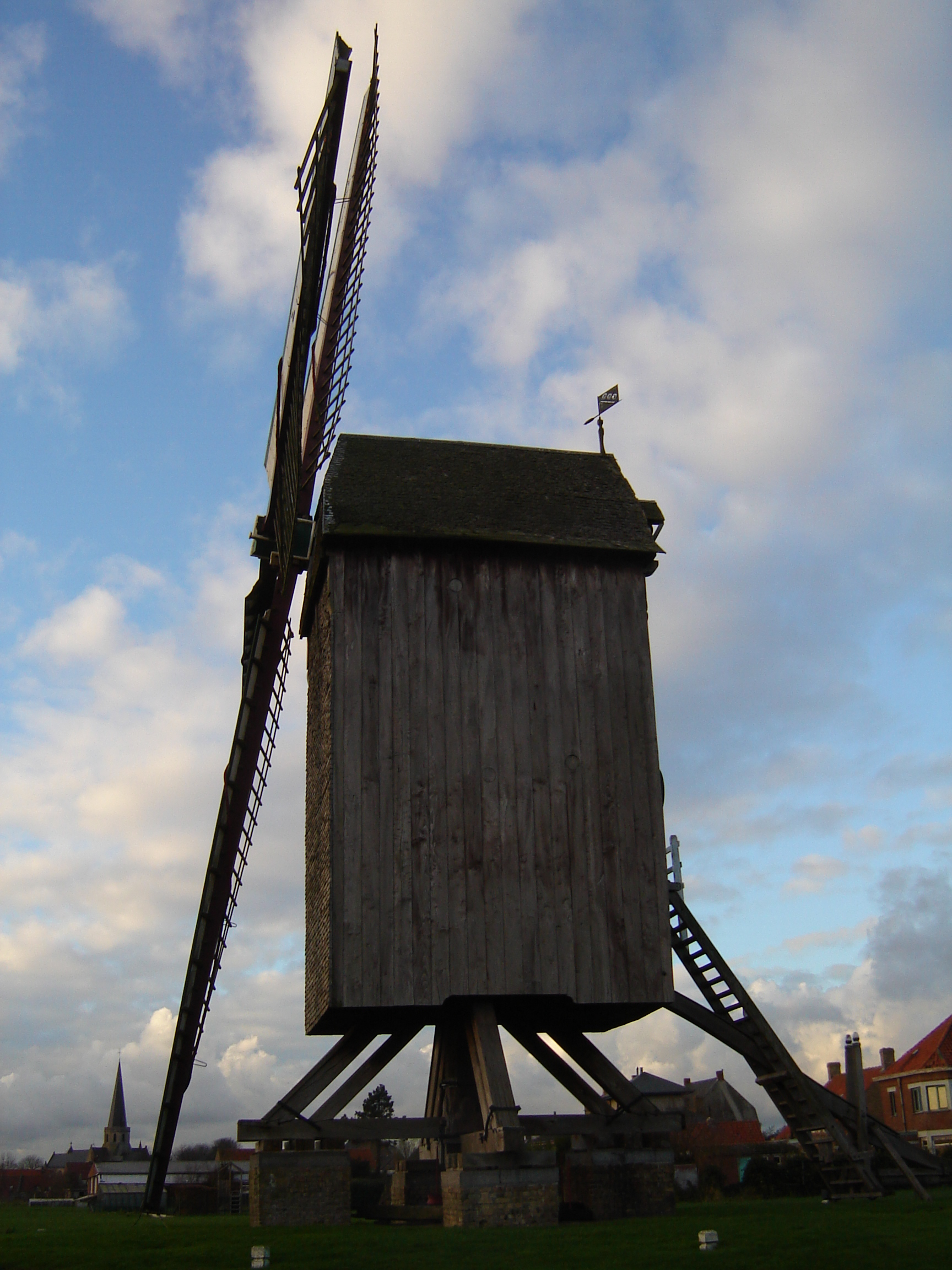
Stalijzermolen met Sint-Martinuskerk op achtergrond

## Natuur en landschap
Leisele ligt in Zandlemig Vlaanderen op een hoogte van ongeveer 10 meter. In het westen ligt de Belgisch-Franse grens. Het is een rustig landbouwdorp.

## Nabijgelegen kernen
Beveren aan de IJzer, Hondschoote, Houtem, Izenberge, Gijverinkhove
Deelgemeenten: Alveringem · Beveren aan de IJzer · Gijverinkhove · Hoogstade · Izenberge · Leisele · Oeren · Sint-Rijkers · Stavele

Belgische gemeenten · Arrondissement Veurne · West-Vlaanderen · Vlaanderen